# Mitsubishi Electric Halle
Die Mitsubishi Electric Halle (Eigenschreibweise: Mitsubishi Electric HALLE, zuvor Philipshalle) ist eine Mehrzweckhalle im Stadtteil Oberbilk der nordrhein-westfälischen Landeshauptstadt Düsseldorf. Sie wurde 1971 fertiggestellt und eröffnet. Je nach Bühnenaufbau und Bestuhlung hat sie ein Fassungsvermögen von bis zu 7500 Besuchern. Sie ist Austragungsort von Sportveranstaltungen und Konzerten und liegt neben dem Volksgarten, etwa 2,5 km Luftlinie vom Stadtzentrum entfernt. Sie ist über die Stadtbahn-Linien U76 und U79, die Straßenbahn-Linie 701, sowie die S-Bahn-Linien S1, S6, S68 (Alle sechs bedienen den nahegelegenen Bahnhof Düsseldorf-Oberbilk) und über die Autobahn A 46 zu erreichen.

## Namensgebung
Der Namenssponsor ist seit 19. April 2011 der Elektronikkonzern Mitsubishi Electric. Im September 2022 wurde der Vertrag bis 2027 verlängert. Zuvor war 40 Jahre lang der niederländische Philips-Konzern Sponsor der Halle.

## Technische Daten
Fassungsvermögen:
- unbestuhlt bis zu 7500 Personen[3]
- mit Reihenbestuhlung bis zu 5450 Personen[3]
- bei Hallensportveranstaltungen (freier Innenraum) bis zu 3950 Personen

Hallenmaße außen:
- Höhe 9,40 m
- Länge 74 m
- Breite 66 m

## Galerie

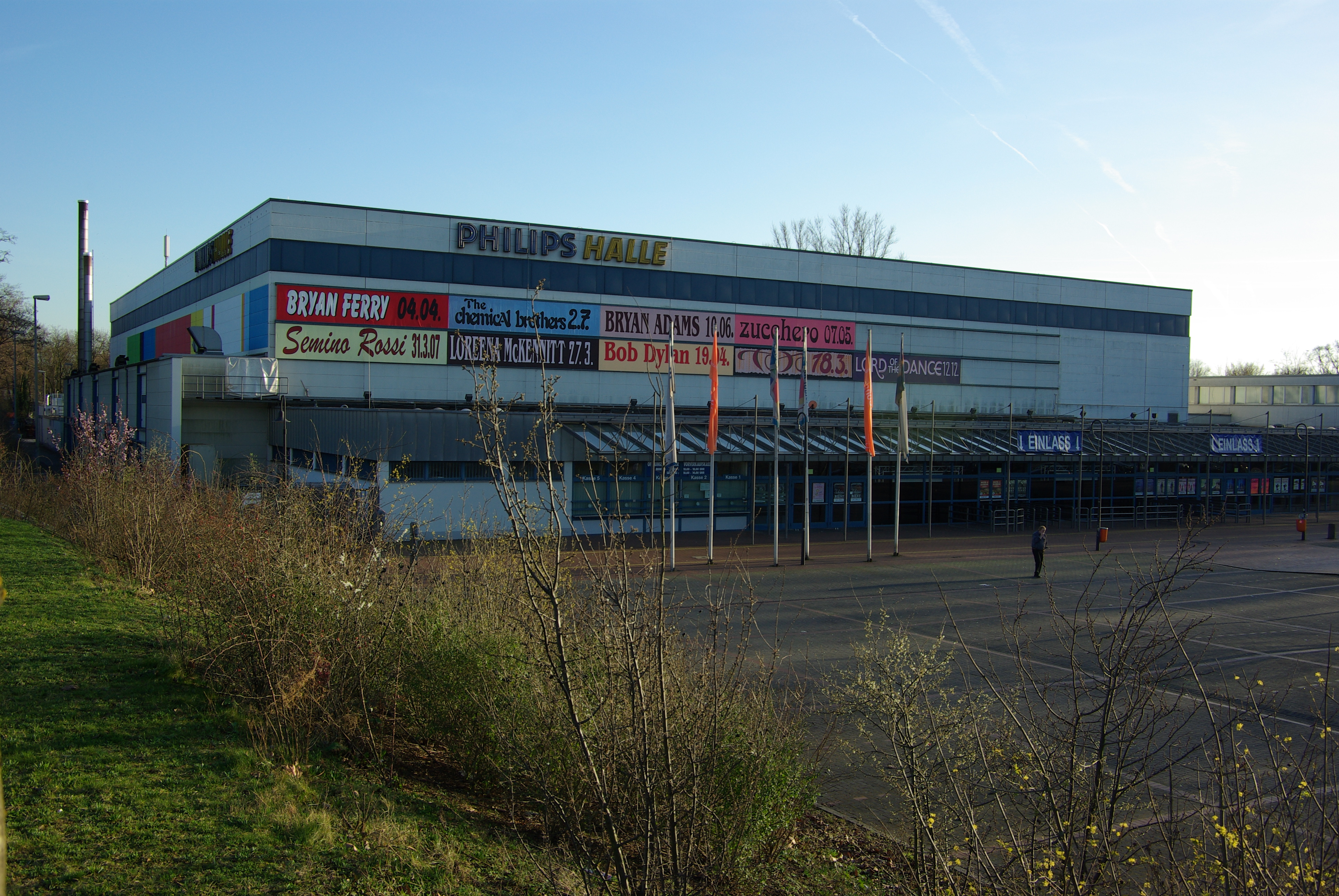
Das ehemalige Aussehen als Philipshalle (März 2007)
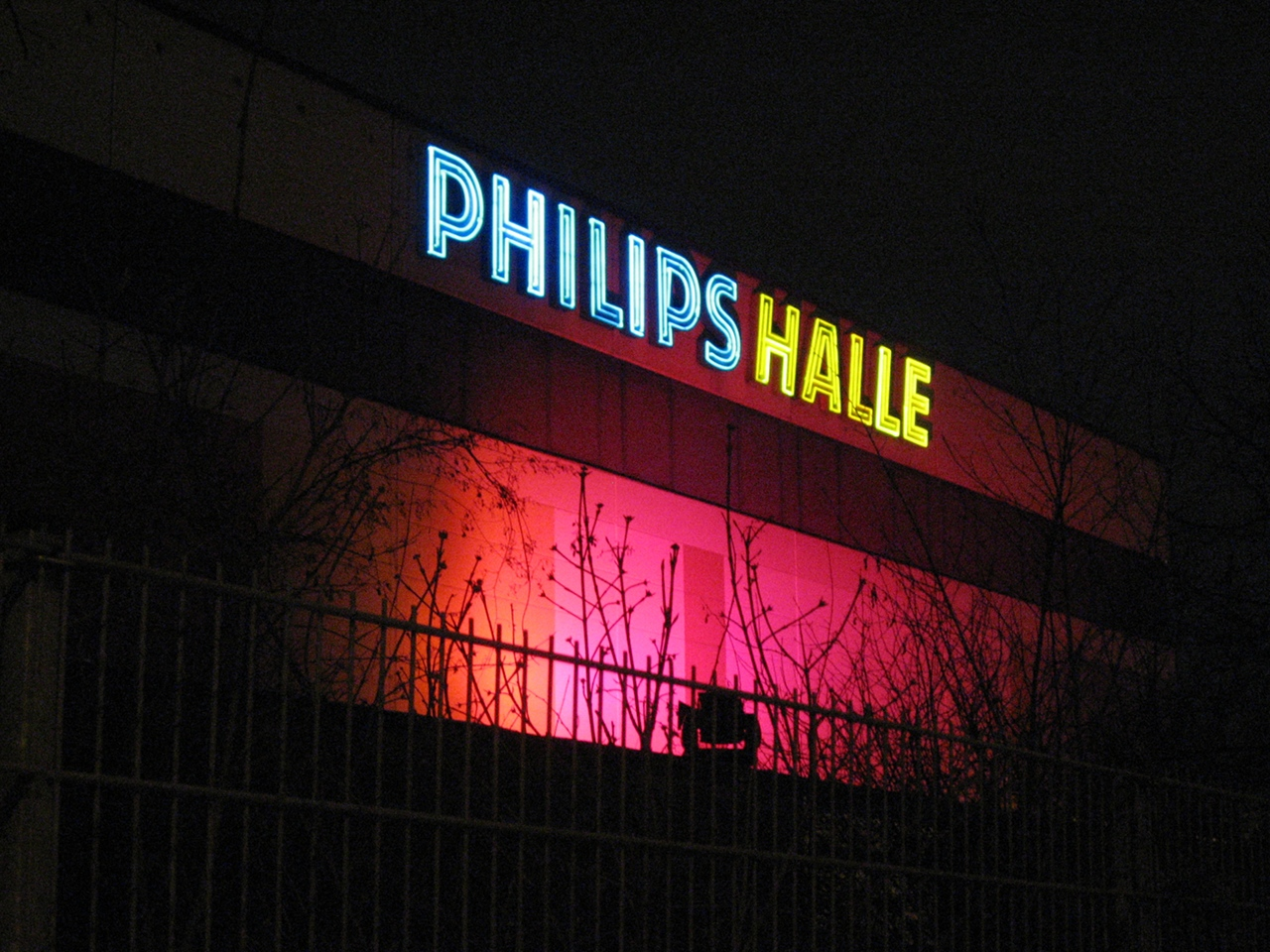
Ehemalige Leuchtschrift an der Halle (Januar 2010)
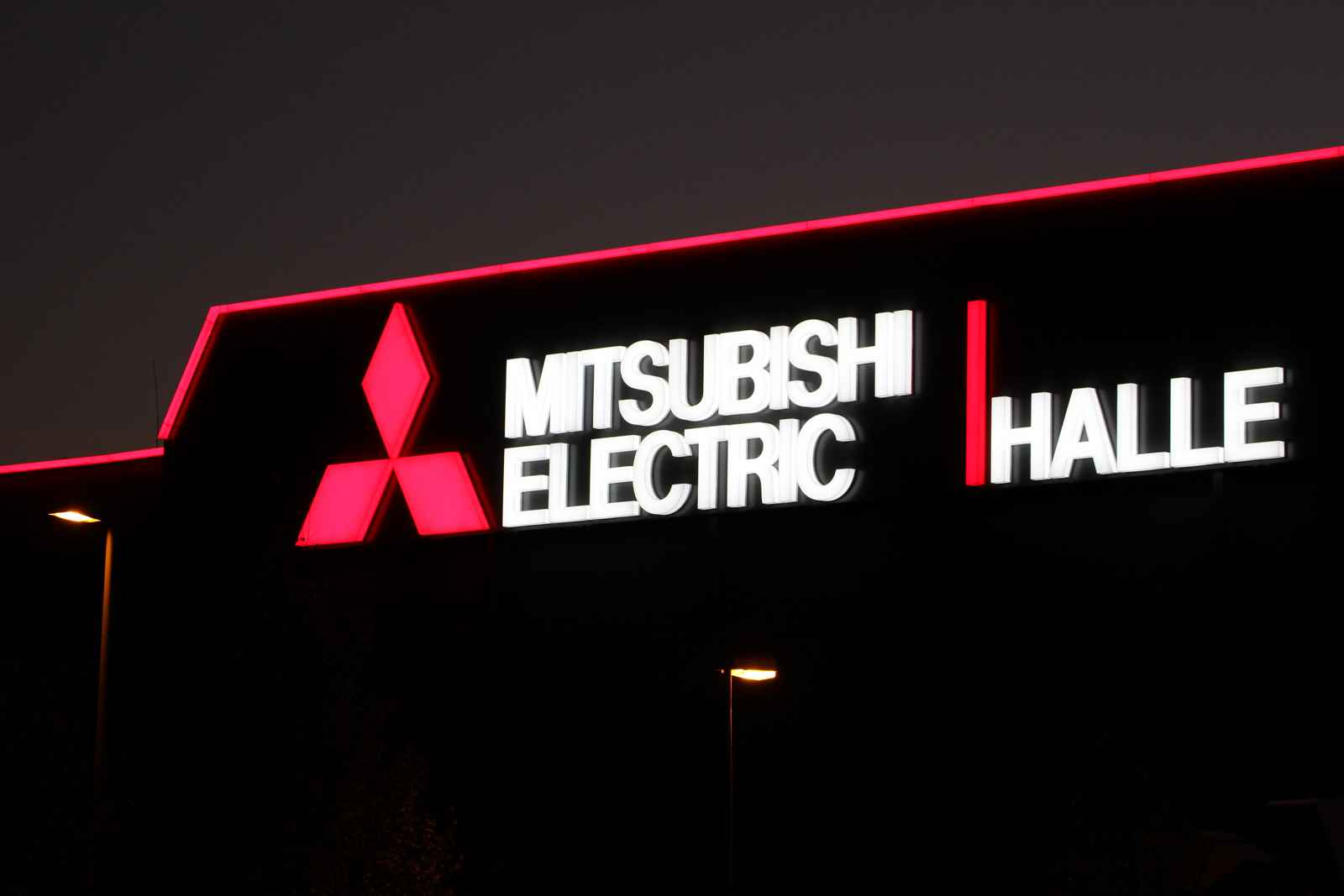
Leuchtschrift der Mitsubishi Electric Halle (Oktober 2011)